# كريس إليس
كريس إليس (بالإنجليزية: Chris Ellis)‏ (و. 1956 – م) هو ممثل، وممثل مسرحي، وممثل تلفزيوني، من الولايات المتحدة الأمريكية، ولد في ممفيس، تينيسي.

## وصلات خارجية
- كريس إليس على موقع IMDb (الإنجليزية)
- كريس إليس على موقع ألو سيني (الفرنسية)
- كريس إليس على موقع أول موفي (الإنجليزية)
- كريس إليس على موقع قاعدة بيانات الأفلام السويدية (السويدية)
- كريس إليس على موقع إن إن دي بي (الإنجليزية)
- كريس إليس على موقع قاعدة بيانات الفيلم (الإنجليزية)
- كريس إليس على موقع كينوبويسك (الروسية)